# Leptosiaphos meleagris
Espèce
Synonymes
- Lygosoma meleagris Boulenger, 1907

Statut de conservation UICN

 VU B1ab(iii) : Vulnérable
Leptosiaphos meleagris est une espèce de sauriens de la famille des Scincidae.

## Répartition
Cette espèce se rencontre au Rwanda, au Burundi, en Ouganda et dans le Nord et l'Est de la République démocratique du Congo.

## Publication originale
- Boulenger, 1907 : Descriptions of new lizards in the British Museum. Annals and Magazine of Natural History, sér. 7, vol. 19, p. 486-489 (texte intégral).